# 巴伊洛瓦河
巴伊洛瓦河（烏克蘭語：Байлова），是烏克蘭的河流，位於該國西部外喀爾巴阡州，流經胡斯特區，屬於蒂薩河的支流，發源自德拉霍沃以西，河道全長25公里，流域面積121平方公里。